# Упор (посёлок)
Упор — упразднённый в ноябре 2016 года посёлок в Свердловской области. Входил на момент упразднения в состав Артёмовского городского округа.

## География
Посёлок располагался на левом берегу реки Ирбит в 14 километрах на восток от города Артёмовский.

## История
Посёлок упразднён в ноябре 2016 года. Управлялся Сосновоборским сельским советом.

## Население
| 2002 | 2010 |
| ---- | ---- |
| 1    | ↘0   |